# 安纳潜蝇姬小蜂
安纳潜蝇姬小蜂（学名：Diglyphus anadolucus）是膜翅目姬小蜂科潜蝇姬小蜂属的一种昆虫，主要分布于土耳其和中国新疆地区。

## 形态
雌性安纳潜蝇姬小蜂体长约1.09至1.49毫米，身体呈绿色并具有蓝绿色的金属光泽。上颚为黄色，单眼为红色，复眼也为红色。触角柄节基部或腹面为浅黄色，其余为深棕色。前、后足基节和转节与身体色相近，其余为浅黄色，后足腿节基部的一半为深色且具有金属光泽，前、中足胫节为浅黄色，后足胫节有一深色环带。
安纳潜蝇姬小蜂与波氏潜蝇姬小蜂（Diglyphus poppoea）在形态上相似，主要区别在于前者的前中足胫节为浅色；而后者的前中足胫节基部的1/4为深色。